# ATP-toernooi van Melbourne 2
Het ATP-toernooi van Melbourne 2 is een tennistoernooi voor mannen dat voor het eerst in 2021 op de ATP-kalender staat. Het is het tweede van 2 toernooien (naast de Great Ocean Road Open) die in de Australische stad Melbourne plaatsvinden; deze toernooien werden in het leven geroepen ter compensatie van de annulatie van Australische tennistoernooien door de coronapandemie in 2021.

## Finales

### Enkelspel
| Jaar | Winnaar      | Finalist              | Score    |
| ---- | ------------ | --------------------- | -------- |
| 2021 | Daniel Evans | Félix Auger-Aliassime | 6-2, 6-3 |

### Dubbelspel
| Jaar | Winnaars                 | Finalisten                   | Score       |
| ---- | ------------------------ | ---------------------------- | ----------- |
| 2021 | Nikola Mektić Mate Pavić | Jérémy Chardy Fabrice Martin | 7-6(2), 6-3 |

2021
ITF-toernooien (mannen en vrouwen)

ATP-toernooien (mannen) – ATP-seizoen 2025

WTA-toernooien (vrouwen) – WTA-seizoen 2025

Voormalige toernooien mannen
Voormalige toernooien vrouwen
Voormalige amateurtoernooien